# South-East
South-East (Nederlands: Zuidoost) is het kleinste van de negen districten van Botswana en ligt - zoals de naam al zegt - in het zuidoosten van dat land. Daar grenst het district aan buurland Zuid-Afrika in het zuidoosten. In het noordoosten grenst South-East aan het district Kgatleng, in het noordwesten aan Kweneng en in het zuidwesten aan Southern. De districtshoofdstad Gaborone is tevens de hoofdstad van het Botswana en de grootste stad van het land met ruim 200.000 inwoners.

## Subdistricten
- Gaborone
- Lobatse
- South-East

Central · Ghanzi · Kgalagadi · Kgatleng · Kweneng · North-East · North-West · South-East · Southern